# Martín Enríquez de Almanza

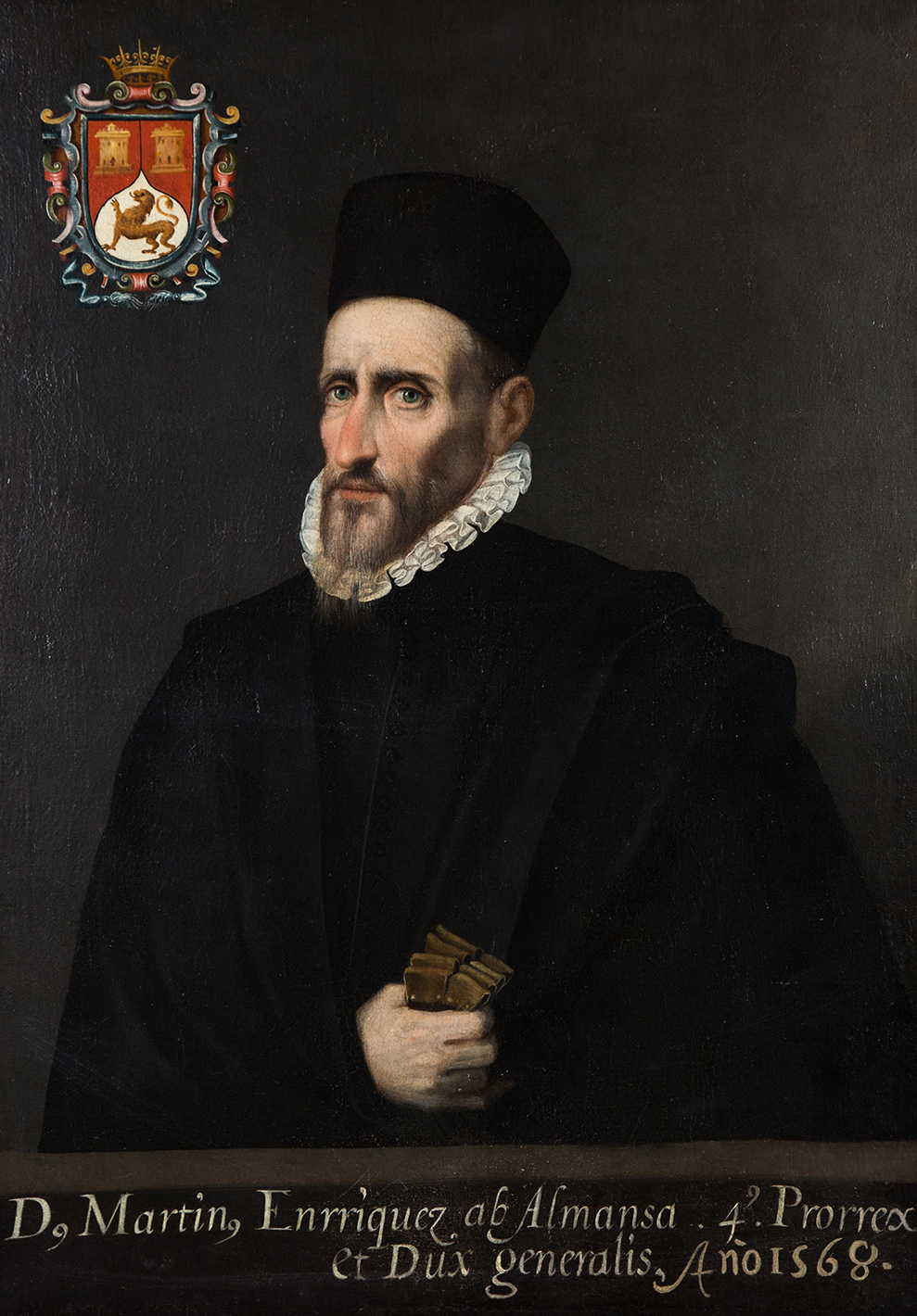
Martín Enríquez de Almanza

Martín Enríquez de Almanza (Castilië, ca. 1510 - Lima, 13 maart 1583) was de vierde onderkoning van Nieuw-Spanje. Hij regeerde van 5 november 1568 tot 3 oktober 1580. Daarna werd hij onderkoning van Peru, waar hij regeerde van 23 september 1581 tot aan zijn overlijden. Zijn geboorteplaats en afkomst zijn niet bekend. Hij zou geboren kunnen zijn in Toro. Mogelijk was hij van Sefardische afkomst, maar dit is onzeker.

## Werk voor de overheid
Enríquez de Almanza werd door de Koninklijke en Hoge Raad van de Indiës (Consejo de Indias) benoemd tot onderkoning. Zijn eerste optreden na zijn aankomst in Veracruz, Nieuw-Spanje, bestond uit het verdrijven van Engelse piraten van Isla de Sacrificios, waar deze piraten een basis hadden van waaruit ze de kust en de scheepvaart teisterden met overvallen. Toen hij in Mexico-Stad aankwam, ondernam hij meteen actie om een einde te maken aan de onrust die interim-gouverneur Alonso Muñoz had achtergelaten. Enríquez de Almanza bemiddelde ook tussen de bisschoppen en de Nieuw-Spaanse religieuze ordes. Deze twee religieuze groepen waren sinds het onderkoningschap van Gastón de Peralta, markies van Falces verwikkeld in een geschil over wie de parochies mocht beheren. De Franciscanen dreigden de stad te verlaten en begonnen richting Veracruz te trekken. Ze werden bedreigd door de Indianen en kregen van de onderkoning het bevel terug te keren. Nadat enkele concessies aan ze waren gedaan, keerden ze terug naar Mexico-Stad.

## Vestiging van de Inquisitie
Tijdens de regering van Enríquez de Almanza werd in Nieuw-Spanje de Inquisitie officieel ingesteld. In 1571 kwam Pedro Moya de Contreras er aan en werd er de eerste inquisiteur. De Inquisitie was samengesteld uit hooggeplaatste bisschoppen en had de taak toezicht te houden op de religieuze handel en wandel van Spanjaarden en andere niet oorspronkelijke bewoners van het gebied. Zij was verantwoordelijk voor het vervolgen en uitroeien van Joodse gemeenschappen, Marranos en protestanten.
Dit religieuze tribunaal werd tamelijk actief. De eerste slachtoffers van de Inquisitie die in de kolonie vielen waren twee Engelsmannen en een Ier. Zij stierven in Mexico-Stad op de brandstapel op 15 april 1574 in verband met 'Lutherse ketterij'. In dat jaar kwamen rond de 200 mensen voor het tribunaal. De meeste van hen werden in het openbaar levend verbrand of doodgemarteld in geheime kerkers. De onderkoning was verplicht de executies bij te wonen.

## Bescherming van de Indianen
Enríquez de Almanza was een actief beschermer van de Indianen. Hij zorgde voor medische hulp voor degenen die het het meest nodig hadden. Toen er een ernstige epidemie was waar rond de 3.000 mensen bij omkwamen, zorgde hij voor ziekenhuizen in de stad om de patiënten te behandelen. Hij stelde regelgeving op om enige sociale zekerheid en een eerlijk salaris te garanderen voor Indianen die werkten in dienst van Spanjaarden.

## Onderkoningschap van Peru
Koning Filips II van Spanje ontving veel lovend commentaar over Enríquez de Almanza en constateerde dat er onder zijn bewind duidelijke verbeteringen hadden plaatsgevonden. Daarom stelde hij hem aan als onderkoning van Peru, een rijkere kolonie. In 1580 vertrok Enríquez de Almanza naar Lima, waar hij regeerde tot zijn dood in 1583.
In Lima stond hij vanwege zijn zwakke gezondheid bekend als el Gotoso ('de jichtige'). Hij was hierdoor niet in staat veel werk te verzetten en heeft in Peru weinig faam opgebouwd als onderkoning.